# Zelota spathomelina
Zelota spathomelina är en skalbaggsart som beskrevs av Charles Joseph Gahan 1902. Zelota spathomelina ingår i släktet Zelota och familjen långhorningar. Inga underarter finns listade i Catalogue of Life.